# Розенкампф, Мария Павловна
Баронесса Мария Павловна (Мария Франциска Вильгельмина) Розенкампф (урожденная Бларамберг; 1780, Монбельяр — 28 февраля [12 марта] 1834) — российская художница;  жена барона Густава Андреевича Розенкампфа.

## Биография
Мария Франциска Вильгельмина Бларамберг родилась в 1780 году во французском городке Монбельяр. Получила хорошее воспитание в доме своих родителей; она имела большой талант в живописи и рисовала преимущественно цветы. 
На семнадцатом году своей жизни, проживая в Лифляндии, Бларамберг в 1797 году вступила в брак с российским правоведом Густавом Андреевичем Розенкампфом, в то время занимавшим должность Эстляндского лангдрихтера в округах Дерпта и Верро, и счастливо прожила с супругом до самой кончины его кончины в 1832 году; барон умер не оставив наследников. 
По служебному положению своего супруга проживая с 1802 года в столице Российской империи городе Санкт-Петербурге, Мария Павловна Розенкампф посещала великосветское общество того времени, пользовалась в нём успехом и даже, по словам Печерина, «блистала» при дворе Императора Александра І. 
Некоторое время спустя, материальное положение барона Розенкампфа стало очень сложным, — особенно после того, как он оставил государственную службу в 1826 году и, не получая пенсии, вынужден был жить на свои небольшие средства, скоро до того уменьшившиеся, что он умер в крайней бедности. Желая похоронить его надлежащим образом, вдова его продала библиотеку покойного и лучшую мебель из дому, а сама перебралась в маленькую квартирку, в которой, по словам русского историка М. П. Погодина, и умерла «с голоду» 28 февраля (12 марта) 1834 года и была похоронена на Волковском лютеранском кладбище.